# Karsten Solheim
Karsten Solheim (* 15. September 1911 in Bergen, Norwegen; † 16. Februar 2000 in Phoenix, Arizona) war ein norwegischstämmiger US-Amerikaner. Die von ihm konstruierten Putter und Eisenschläger revolutionierten die Bauweise von Golfschlägern und sind unter der Marke PING bekannt.

## Herkunft
Bereits im Kindesalter Solheims wanderte seine Familie aus Norwegen aus. Beruflich folgte er seinem Vater und wurde Schuster. Seine Technik-Begeisterung zog ihn in Richtung Flugzeugbau. 1953 wechselte er zum Unternehmen General Electric. Indirekt kam er dadurch mit Golf in Kontakt. Kollegen von General Electric nahmen ihn mit zum Golfspielen. Schnell wurde er zu einem ehrgeizigen und ambitionierten Spieler.

## Unzufriedenheit mit herkömmlichen Puttern
Da er beim Putten Schwierigkeiten hatte und herkömmliche Putter für unzureichend hielt, konstruierte er 1959 einen eigenen Putter und baute ihn in der heimischen Garage. Er erhielt den Namen „PING 1A“. Ping stand hierbei für das helle Geräusch, das beim Kontakt von Schläger und Ball entsteht. Charakteristisch für diesen Schläger war eine andere Gewichtsverteilung als bei üblichen Modellen. Da das Gewicht nicht über den ganzen Schlägerkopf gleichmäßig verteilt war, sondern verstärkt an Ferse und Spitze, ließ sich der Putter leichter auf einer Linie halten. Ein genaueres Treffen des Balles wurde einfacher. Optisch unterschied sich der Schläger dadurch, dass er Schaft in der Mitte des Kopfes ansetzte und nicht wie bei den üblichen Blade-Puttern am Rand. Der Ingenieur Solheim formulierte seine Herangehensweise später so: „I saw immediately that by using the simple laws of physics and mechanics it would be possible to make something more efficient than a blade, and thus avoid such off-line putts“.

## Erste Eisenschläger
1961 war Solheim bereits nach Phoenix (Arizona) übergesiedelt. Hier ist auch noch heute der Sitz der Firma. In diesem Jahr entwickelte er erstmals Eisen. Neuerungen waren eine Gewichtsverteilung mit einem tieferen Schwerpunkt und eine Aussparung am Rücken des Schlägerkopfes, genannt „Cavity Back“. Die Eisen erhielten den Namen „69“, da Solheim 69 Schläge für ein hervorragendes Ergebnis einer Golfrunde hielt.

## Entwicklung des „Anser“-Putters
Eine weitere Verbesserung des Putters kam Solheim 1966 als Geistesblitz. Statt auf Papier hielt er sie deswegen auf der Staubschutzhülle einer Schallplatte fest. Ein tieferer Schwerpunkt und die Aussparung an der Rückseite verbesserten die Eigenschaften des Schlägers gewaltig. Der Name „Anser“ ist vom englischen Wort „Answer“ abgeleitet. Der Schläger sollte die Antwort auf ungenaue Putts sein. Angeblich schlug Solheims Ehefrau Louise vor, das „w“ wegzulassen, damit der Name auf den Schlägerkopf passte.

Aufgrund des ungewöhnlichen Designs wurde der Putter anfangs auf Profi-Turnieren belächelt. Das änderte sich als Julius Boros 1967 mit der Phoenix Open das erste PGA Turnier mit einem Ping-Putter gewann. 1969 wurde das erste Masters mit diesem Schläger gewonnen. Insgesamt 500 Siege auf der PGA Tour wurden mit ihm erzielt. Somit gilt er als der erfolgreichste Putter überhaupt.

## Gründung von Karsten Manufacturing
1967 gab Solheim aufgrund der zunehmenden Nachfrage seinen Job bei General Electric auf. Er professionalisierte die Schlägerherstellung, die zuvor noch weitgehend in Handarbeit ablief, und gründete die Firma Karsten Manufacturing. In der Folge entwickelte Solheim eine ganze Reihe von Neuerungen. Unter dem Markennamen „Ping“ wurden neben Eisen und Puttern auch Holzschläger, Taschen und weitere Ausrüstungsgegenstände auf den Markt gebracht.

## Solheim Cup
Solheim war die treibende Kraft der Gründung des nach ihm benannten Solheim Cups, weibliches Gegenstück zum Ryder Cup. Bei ihm treffen die besten Profi-Golferinnen Amerikas auf ihre Kolleginnen aus Europa. Er wurde erstmals 1990 ausgetragen und findet alle zwei Jahre statt. Solheim gilt somit als Förderer des professionellen Golfsports der Frauen.

Karsten Solheim ist seit 2001 Mitglied der World Golf Hall of Fame.